# Pristimantis affinis
Pristimantis affinis Werner, 1899 è una rana della famiglia Strabomantidae.